# Inhapi (kommun)
Inhapi är en kommun i Brasilien.   Den ligger i delstaten Alagoas, i den östra delen av landet, 1 300 km nordost om huvudstaden Brasília. Antalet invånare är 17 902.
Följande samhällen finns i Inhapi:
- Inhapi

Omgivningarna runt Inhapi är huvudsakligen savann. Runt Inhapi är det ganska glesbefolkat, med 38 invånare per kvadratkilometer.